# Миодраг Павловић (лекар)
Миодраг Павловић (Косанчић, 1924) српски је лекар, хирург који је радио на Хируршком одељењу у Лесковцу.

## Биографија
Рођен је у селу Косанчићу 17. новембра 1924. године. Основну школу почео је у месту рођења, а завршио у Лебану. Гимназију је завршио у Лесковцу 1944. године. Медицински факултет уписао је 1947. у Београду и дипломирао 1953. године. Лекарски стаж је обавио у Лесковцу. По обављеном стажу радио је као лекар у стационару у Босилеграду од 1954. до 1956, а потом у Црној Трави. Од 1956 до 1959. године када је примљен на хируршко одељење у Лесковцу. Добио је специјализацију из опште хирургије, а специјалистички испит положио јуна 1963. године. Радио је на одељењу као лекар специјалиста, шеф одсека, шеф одељења и начелник службе све до пензионисања.
За време његовог руковођења отвара се на хируршком одељењу одсек за максилофацијалну хирургију 8. марта 1987. године са др Драгуљобом Ћосићем (1944-2000) на челу и одсек за васкуларну хирургију са др Ђорђем Цекићем.